# Delitto al Blue Gay
Delitto al Blue Gay è un film del 1984, diretto da Bruno Corbucci ed è l'undicesima e ultima pellicola che vede come protagonista l'ispettore Nico Giraldi interpretato da Tomas Milian.
Questo film è il risultato di una co-produzione italo-tedesca concretizzatasi con la partecipazione di alcuni attori tedeschi (tra cui Holger Münzer, nel ruolo dell'antagonista del film) e con le riprese realizzate a Berlino Ovest.

## Trama
Nel corso di uno spettacolo tenutosi al Blue Gay (un cabaret di drag queen del centro di Roma) viene ritrovato morto Lino Sandulli (in arte Nadia), artista del locale. Le indagini vengono affidate all'ispettore Giraldi, il quale inizialmente non accetta l'incarico per via della nascita della sua seconda figlia.
Ben presto però l'ispettore cambia idea, stressato dalla moglie esaurita e dalla figlia che piange tutta la notte. Finge quindi di partire per New York andando in realtà a farsi ospitare a casa di Venticello, il quale lo aiuta nelle indagini fingendosi un travestito. Grazie a questo stratagemma Giraldi inizia a frequentare il Blue Gay riuscendo a entrare in contatto con la diva del locale, Alfredo Nelli in arte Colomba Lamar. Un pestaggio subito da Venticello da parte di ignoti tedeschi e le rivelazioni di Colomba indirizzano Giraldi verso Kurt Linder, un regista tedesco presente al Blue Gay durante la serata in cui Nadia è stata uccisa.
Contemporaneamente Trentini viene a scoprire che il padre di Nadia è un noto scienziato atomico coinvolto in un intrigo internazionale: il fatto che Linder sia partito improvvisamente fa ricadere ulteriori sospetti sul regista, al punto che Giraldi viene incaricato di recarsi a Berlino Ovest per indagare con la collaborazione della polizia tedesca. Grazie ad alcuni indizi Giraldi riesce a incastrare Linder (che aveva ucciso Nadia per incarico del KGB, nel timore che potesse scoprire il sequestro del padre, avvenuto perché in possesso di importanti segreti nucleari) e a farlo arrestare alcuni istanti prima che potesse varcare il confine con Berlino Est.

## Personaggi
- Nico Giraldi: incaricato di indagare sul delitto di Nadia nonostante la nascita della sua seconda figlia, Giraldi pone inizialmente il proprio rifiuto salvo tornare sui suoi passi dopo una notte insonne a causa delle lamentele della moglie e del pianto della figlia. Fingendo di partire per New York si nasconde a casa di Venticello e, grazie anche al suo aiuto, viene a contatto con la diva del Blue Gay Colomba Lamar, principale indiziata. La frequentazione della drag queen lo porta a sospettare di un regista tedesco, Kurt Linder.
- Venticello: messosi a vendere piatti rubati a Campo de' Fiori, aiuta Giraldi nelle indagini ospitandolo a casa e accompagnandolo al Blue Gay vestito da donna. Ciò gli provoca però alcuni guai (subisce un pestaggio da parte di alcuni ignoti tedeschi) che non gli impediscono di fornire a Giraldi ulteriori informazioni per l'indagine.
- Colomba Lamar: all'anagrafe Alfredo Nelli, è la diva del Blue Gay. I rapporti tesi con Nadia portano Giraldi a sospettare inizialmente di lui: l'ispettore inizia a frequentarlo spacciandosi per omosessuale , rivelandogli però la verità una volta venuto a conoscenza di prove che scagionano la drag queen.
- Kurt Linder: noto regista tedesco giunto a Roma per dirigere un film di produzione-italo tedesca, è in realtà una spia del KGB incaricata di rapire il professor Roberto Sandulli, scienziato nucleare in possesso della formula di una materia in grado di distruggere i missili nucleari. Temendo che il figlio Lino (in arte Nadia) potesse venire a conoscenza del rapimento, lo uccide infiltrandosi nei camerini del Blue Gay, ma viene incastrato grazie a un indizio lasciato dalla vittima.

## Citazioni
Nel fermare il tassista Emilio Baiocchi, Giraldi usa una espressione formata dai titoli di tre noti film western all'italiana: Il mio nome è nessuno (1973, regia di Tonino Valerii), Faccia a faccia (1967, regia di Sergio Sollima), La resa dei conti (1966, anch'esso diretto da Sergio Sollima). Negli ultimi due, Milian compare come protagonista. L'inserimento della frase nella sceneggiatura da parte di Corbucci e Amendola non è certo un casuale "divertissement". Valerii fu infatti assistente alla regia di Sergio Leone e il film citato nacque da un'idea di quest'ultimo, e i tre registi Leone, Sergio Corbucci (fratello di Bruno) e Sollima sono quasi sempre citati insieme come maggiori esponenti del genere che rese popolare lo stesso Milian.
(Nico Giraldi al tassista Emilio Baiocchi)

## Distribuzione
- Italia: Delitto al Blue Gay, 15 agosto 1984.
- Germania Ovest: Ein Superesel auf dem Ku'Damm, 22 febbraio 1985.
- Gran Bretagna: Cop in Drag (1985)

### Divieti
I comitati censura della Germania Ovest vietarono la visione del film ai minori di dodici anni.

## Accoglienza

### Critica
- Paolo Mereghetti - Il Mereghetti. Dizionario dei film (2002): Voto *

«Ultima avventura del commissario Nico Giraldi (Milian), lanciato nel 1976 da Squadra antiscippo: la mutazione tra giallo e film-barzelletta si è ormai compiuta. Un omicidio nell'ambiente gay fa scoprire a Giraldi un complotto internazionale, in cui è coinvolto anche il KGB. Penoso l'umorismo, di cui fanno le spese dei travestiti indegni de Il vizietto».
- Morando Morandini - Il Morandini. Dizionario dei film (2002): Voto *½

«Ultima avventura di Nico Giraldi, poliziotto romano dal cuore d'oro, i modi burberi e una moglie noiosa in un poliziottesco comicarolo-trasteverino in cui, oltre al locale gay del titolo, è coinvolto anche il KGB e lo spionaggio sovietico».
- Marco Giusti - Dizionario dei film italiani stracult (1999):

«Ultima, stanca avventura per Nico Giraldi e Bombolo, ormai al capolinea. I Cecchi Gori li hanno mollati e il film lo produce Pietro Innocenzi con una partecipazione tedesca. Stavolta i due se la prendono con l'ambiente gay romano. Le battute che circolano sono abbastanza scontate e trucidone: ("Do' se trova il Caffè Greco? A la Borgata Finocchio? (…) Per un pugno di froci"). Nico deve risolvere l'omicidio di un travestito, tale "Nadia". Così si piazza a casa di Venticello, dicendo a tutti, anche alla moglie, che sta in America. Veste Venticello da donna e lo porta al localino "Blue Gay", dove viene subito adescato dalla star del posto, Colomba Lamar, mentre Bombolo è ribattezzato Budellona. [...] Notevole la valutazione pastorale del Centro Cattolico: "Questo ennesimo film dell'ispettore Giraldi, sguaiato e volgare più che mai (con consorte che non gli è da meno), è molto al di sotto dei veri e sottili professionisti dell'investigazione"».